# Scuola di applicazione dell'Aeronautica Militare
La Scuola di applicazione dell'Aeronautica Militare, in sigla SAAM, era la scuola, con sede a Firenze, dove venivano istruiti gli ufficiali di complemento dell'Aeronautica Militare non destinati alle attività di aeronavigazione. Oggi questa figura di ufficiali, in seguito alla riforma del servizio di leva, non è più presente e la sede della SAAM è stata destinata ad altri usi.
Durante la frequenza, gli allievi erano noti con il nome di allievi ufficiali di complemento, in sigla A.U.C. Il corso durava 3 mesi e si completava, dopo il periodo di formazione, addestramento e gli esami finali, con la nomina ad ufficiale ed il conseguimento del grado di sottotenente.
Nel periodo di formazione presso la SAAM, gli allievi ufficiali venivano istruiti alla disciplina militare, all'uso delle armi e ricevevano una formazione sulle principali nozioni militari. Il corso A.U.C. era considerato un periodo abbastanza duro, ma al tempo stesso creava un forte spirito di gruppo tra i frequentatori.
Al termine del corso gli ufficiali venivano assegnati ai reparti dell’Aeronautica Militare per svolgere il "servizio di prima nomina", per 12 mesi, e completare gli obblighi di leva. Era possibile inoltre, superando un concorso interno, prolungare la permanenza nella forza armata di ulteriori due anni durante i quali, dopo 24 mesi decorrenti dalla nomina a sottotenente, si conseguiva il grado di tenente di complemento.